# Symmachia arcuata
Espèce
Symmachia aconia est un insecte lépidoptère appartenant à la famille  des Riodinidae et au genre Symmachia.

## Taxonomie
Symmachia arcuata a été décrit par William Chapman Hewitson en 1867.

## Description
Symmachia arcuata est un petit papillon noir et orange aux ailes antérieures à bord costal très bossu, apex des ailes antérieures et angle anal des ailes postérieures pointus. Les ailes antérieures sont noires avec une tache blanche partant du milieu du bord costal et une plage orange partant de la partie basale du bord interne et les ailes postérieures sont orange très largement bordées de noir.
Le revers est noir ponctué de marron avec la même tache blanche aux antérieures et une bande blanche le long de leur bord interne.

## Écologie et distribution
Symmachia arcuata est présent au Brésil.

### Protection
Pas de statut de protection particulier.